# Mojokerto (Kedawung)
Mojokerto is een bestuurslaag in het regentschap Sragen van de provincie Midden-Java, Indonesië. Mojokerto telt 6025 inwoners (volkstelling 2010).